# ۲۰۴۱ (میلادی)
۲۰۴۱ (میلادی) ۲۰۴۱مین سال تقویم میلادی است.

## درگذشتگان
‎